# 注册数据访问协议
注册数据访问协议（英語：Registration Data Access Protocol，简称 RDAP）是一种计算机网络通讯协议，由互联网工程任务组的一个工作组在实验开发和深度讨论后于2015年标准化。RDAP 是 WHOIS 协议的继任者，用于从域名、IP地址和自治系统号等互联网资源中查找相关的注册数据。
WHOIS 本质上是在检索自由文本，而 RDAP 以标准的、机器可读的 JSON 格式提供数据。为了实现这一目标，工作组对所有运行中的 WHOIS 服务器的输出进行了分析，并对它们使用的标签进行了调查。RDAP 的设计者中许多人是区域互联网注册管理机构或域名注册数据库的成员，他们努力使协议尽可能简单，因为复杂性被认为是以前 
CRISP 等尝试失败的原因之一。
RDAP 是基于RESTful的Web服务，因此错误代码、用户标识、身份认证和访问控制可以通过HTTP协议进行提供。
RDAP 设计过程中的最大问题是“引导”，即确定每个顶级域、IP 范围或 ASN 范围的服务器位置。IANA 同意在合适的注册表中托管引导信息，并以JSON格式将其发布。这些注册表一开始是空的，随着域名和地址块的注册者向 IANA 提供 RDAP 服务器信息，这些注册表将逐渐被填充。对于数字注册，ARIN设立了一个公共的 RDAP 服务，该服务具有类似引导服务的功能。对于名称注册，ICANN 自2013年起要求必须支持 RDAP。

## 例子
一个RDAP客户端与服务端交换的例子：
```
    Client:
        <TCP connect to rdap.example.com port 80>
        GET /rdap/ip/203.0.113.0/24 HTTP/1.1
        Host: rdap.example.com
        Accept: application/rdap+json
```

```
    rdap.example.com:
        HTTP/1.1 301 Moved Permanently
        Location: 
http://rdap-ip.example.com/rdap/ip/203.0.113.0/24%5B%5D

        Content-Length: 0
        Content-Type: application/rdap+json
        <TCP disconnect>
```

```
    Client:
        <TCP connect to rdap-ip.example.com port 80>
        GET /rdap/ip/203.0.113.0/24 HTTP/1.1
        Host:  rdap-ip.example.com
        Accept: application/rdap+json
```

```
    rdap-ip.example.com:
        HTTP/1.1 200 OK
        Content-Type: application/rdap+json
        Content-Length: 9001
```

```
        { ... }
        <TCP disconnect>
```

## 数字资源
已分配的IP地址的RDAP数据库由RIR维护。ARIN维护一个引导数据库。得益于标准文档格式，诸如获取给定 IP 地址的滥用报告地址等任务可以全自动地完成。

## 名称资源
已注册的名称资源的RDAP数据库在与ICANN达成协议后进行维护。名称资源要慢得多，因为ICANN下的注册管理机构数量庞大。此外，随着 GDPR 在2018年5月开始实施，WHOIS和RDAP导致的个人信息泄露问题进一步放缓了应用速度。

## 外部連結
- IANA 为 RDAP 服务建立的注册表 （页面存档备份，存于）
- GitHub上的nicinfo頁面 - 一个基于命令行的 RDAP 客户端
- rdap.org （页面存档备份，存于） - 一个 RDAP 查询的端点
- RDAP JSON Values at IANA （页面存档备份，存于）
- APNIC 的 RDAP 页 （页面存档备份，存于）
- ARIN 的 RDAP 页 （页面存档备份，存于）
- LACNIC 的 RDAP 页 （页面存档备份，存于）
- CNNIC Experts Lead Formulation of Registration Data Access Protocol (RDAP)，存档于（存檔日期 2016-03-05）
- (PDF). 2016-08-06  [2016-11-10]. （原始内容存档 (PDF)于2022-12-24）. In 2015, the AFRINIC team deployed an RDAP service (https://rdap.afrinic.net/rdap), fully compliant with RFC 7480, RFC 7482 and RFC 7483